# 25. østlige længdekreds
Den 25. østlige længdekreds (eller 25 grader østlig længde) er en længdekreds, der ligger 25 grader øst for nulmeridianen. Den løber gennem Ishavet, Europa, Afrika, det Indiske Ocean, det Sydlige Ishav og Antarktis.